# Club Sport San Martín
El Sport San Martín es un club de fútbol peruano de la ciudad de Tumbes. Fue fundado en 1919 y actualmente participa en la Copa Perú.

## Historia

### Fundación
Fue fundado el 17 de agosto de 1919 en el Barrio de Pampa Grande, Tumbes.

### Liga de Tumbes
El club San Martín de Pampa Grande se proclamó campeón del torneo de fútbol de la Provincia de Tumbes 2012, tras superar por la mínima diferencia a Académicos Alfred Nobel en el Estadio Mariscal Cáceres. Clasificó a la Etapa Departamental donde fue eliminado al terminar en quinto lugar.

### Copa Perú 2013
Fue subcampeón departamental detrás de Unión Deportiva Chulucanas de Aguas Verdes y clasificó a la Etapa Regional de la Copa Perú 2013. En el Grupo 2 de la Región I enfrentó a Universidad Señor de Sipán y Defensor La Bocana con los que acabó igualado con 6 puntos y tuvo que jugar un desempate en el que perdió por 2-1 ante La Bocana. 

## Uniforme
- Uniforme titular: Camiseta blanquiazul, pantalón azul, medias azules.
- Uniforme alternativo: Camiseta blanca, pantalón negro, medias negras.

## Rivalidad
San Martín tuvo una rivalidad con el otro "decano" de la ciudad el Sport Tumbes con quien disputaba el Clásico Tumbesino.

## Sede
El club cuenta con su local propio ubicado en la esquina de las calles Simón Bolívar y Loreto en el barrio de Pampa Grande en la ciudad de Tumbes.

## Palmarés

### Torneos regionales
- Liga Superior de Tumbes: 2013.
- Liga Provincial de Tumbes: 1996, 2012.
- Liga Distrital de Tumbes: 1996, 2011, 2012.[2]
- Subcampeón de la Liga Departamental de Tumbes: 2013.